# خرگوش و لاک‌پشت

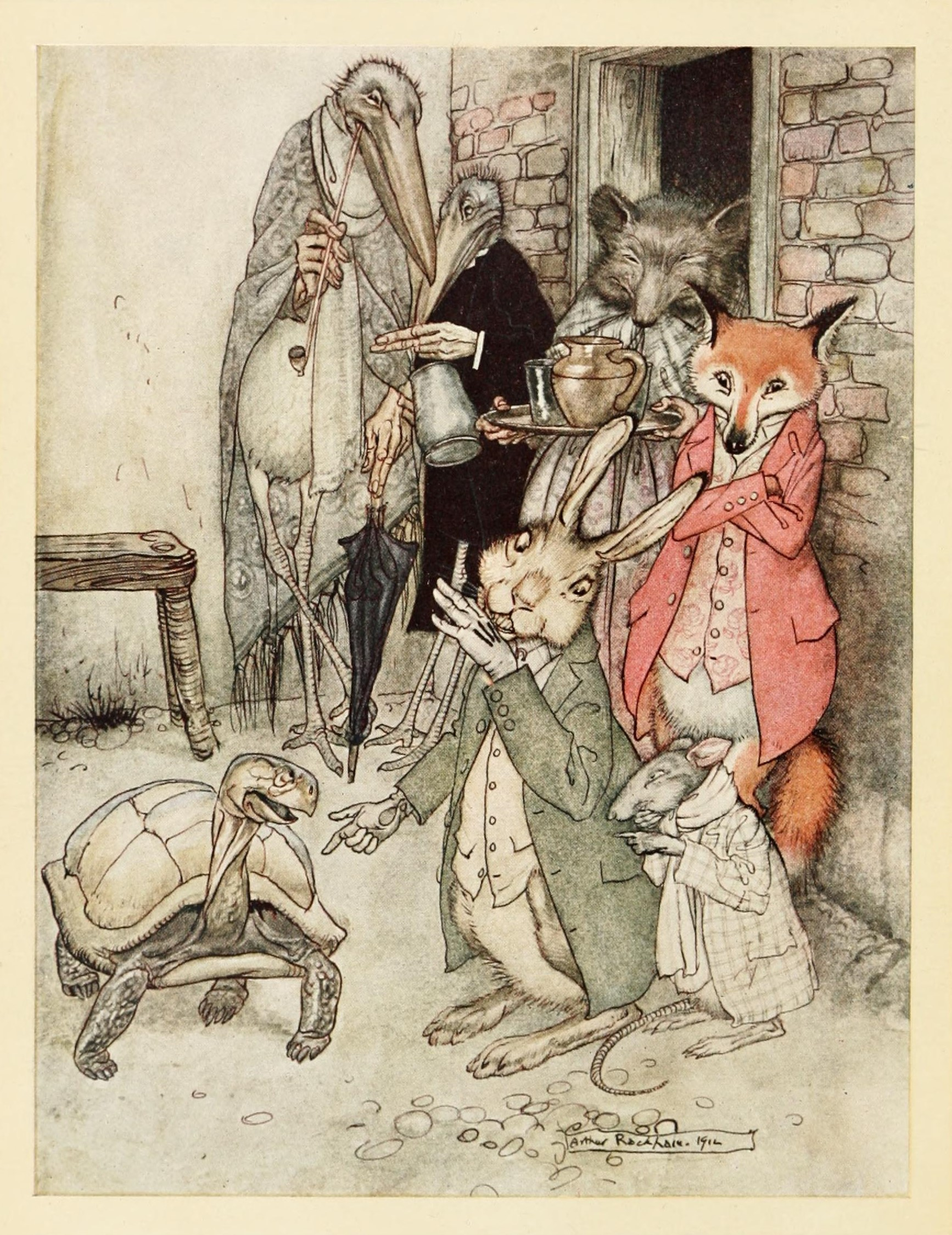
«خرگوش و لاک‌پشت»، کشیده شده توسط آرتور راکهام، ۱۹۱۲

خرگوش و لاک‌پشت نام حکایتی است که به ازوپ نسبت داده می‌شود و درباره خرگوشی است که به علت سرعت خود لاک‌پشتی را مسخره می‌کند و یک مسابقه دو انجام می‌دهند چون به بردن خود اطمینان داشته در وسط مسابقه یک چرت کوتاه می‌زند و هنگامی که بیدار می‌شود می‌بیند که لاک‌پشت چون آهسته و پیوسته مسیر را طی کرده از او برده است. این داستان به عنوان یک داستان عامیانه و کودکانه در همه جای جهان و طی قرن‌های مختلف گفته شده‌است.که قسمت‌های زیادی از آن به علت محدودیت سنی سانسور شده است و مناسب کودکان گردیده است.